# ماسووو (استان اشوی‌داشکسیه)
ماسووو (به لاتین: Masłów) یک روستا در لهستان است که در گمینا ماسووو واقع شده‌است. ماسووو ۱٬۵۲۸ نفر جمعیت دارد.